# Tobiasz Musielak (ur. 1993)
Tobiasz Musielak (ur. 18 sierpnia 1993 w Lesznie) – polski żużlowiec.
Musielak jest brązowym medalistą mistrzostw Polski par klubowych na żużlu z 2009 roku i młodzieżowych mistrzostw Polski par klubowych na żużlu z 2011 roku. 8. zawodnik finału indywidualnych mistrzostw Europy juniorów na żużlu z 2010 roku. W 2011 roku zajął 5. miejsce w finale tej samej imprezy. Rok później zdobył tytuł wicemistrza Europy juniorów.

## Życiorys
Swoją pierwszą jazdę motocyklem żużlowym odbył 7 kwietnia 2007 roku. 17 kwietnia 2009 roku zdał egzamin na licencję żużlową. Jego pierwszym trenerem był Czesław Czernicki. W sezonie 2010 został wypożyczony do drugoligowego wówczas Kolejarza Rawicz, w barwach którego wystartował w 18 meczach, w których zdobył w sumie 81 punktów. Od sezonu 2011 ponownie reprezentuje Unię Leszno, w której pełni rolę podstawowego juniora.
W sezonie 2017 reprezentował drużynę ROW-u Rybnik, z którą spadł z Ekstraligi Żużlowej.
Od sezonu 2018 reprezentujący drużynę czterokrotnego Drużynowego Mistrza Polski, Włókniarza Częstochowa. W 2019 roku zawodnik Orła Łódź.
W sezonie 2020 przeszedł do Apatora Toruń z którym awansował do Ekstraligi. Pozostał w Toruniu na sezon 2021, ale nie mieścił się w składzie i został wypożyczony do Wilków Krosno. Rok później pozostał w tej drużynie.
Bez powodzenia kandydował w 2018 roku do rady powiatu leszczyńskiego z listy Obywatelskiego Powiatu oraz w 2023 roku do Sejmu z listy Bezpartyjnych Samorządowców.
Młodszy brat Sławomira Musielaka.

## Osiągnięcia
- złoty (2012) medal Drużynowych Mistrzostw Świata Juniorów
- złoty (2012) medal Drużynowych Mistrzostw Świata Juniorów
- srebrny(2012) medal Indywidualnych Mistrzostw Europy Juniorów
- srebrny (2014) medal Drużynowych Mistrzostw Polski
- srebrny (2011) medal Drużynowych Mistrzostw Polski
- brązowy (2009) medal Mistrzostw Polski Par Klubowych
- złoty (2015) medal Mistrzostw Polski Par Klubowych
- brązowy (2011) medal Młodzieżowych Mistrzostw Polski Par Klubowych
- finalista (2011, 2012) Indywidualnych Mistrzostw Świata Juniorów
- finalista (2009, 2011) Indywidualnych Mistrzostw Europy Juniorów
- złoty (2009) i brązowy (2010) medal w Lidze Juniorów